# Netelia ignota
Netelia ignota là một loài tò vò trong họ Ichneumonidae.